# Distretto di Ichmoul
Il distretto di Ichmoul è un distretto della provincia di Batna, in Algeria, con capoluogo Ichmoul.

## Comuni
Il distretto comprende i seguenti comuni:
- Ichmoul
- Foum Toub
- Inoughissen